# レネ・ラバン
レネ・ラバン（René Lavand、本名：Héctor René Lavandera、1928年9月24日 ‐ 2015年2月7日）は、アルゼンチン・ブエノスアイレス生まれのマジシャン。
多くのテレビ番組やマジックキャッスルのショーで活躍。クロースアップ・マジックを得意とする。マジシャンとしては比較的珍しい隻腕のマジシャン。9歳の時に交通事故によって右腕を失う。
32歳の時にマジシャンとしてデビューするまで銀行員として働いていた。マジックの世界に踏み込むのに時間がかかった理由として、本人曰く「どのマジックの解説書もテクニックも全て両腕がある人向けのもの」であったため、独学で研究しなければならなかったからである。以降は、舞台やテレビ番組に出演し、1962年からはニューヨークの舞台やメキシコのテレビ番組でも活躍するようになる。
その後、スペイン、ドイツ、オランダ、フランス、イタリア、オーストリア、デンマーク、スイスなどヨーロッパ諸国に加え、日本でもその演技を披露する。マジックキャッスルでは、名誉ある会員の1人として認められている。
キャッチフレーズは"No se puede hacer más lento" （スペイン語で「これ以上遅く出来ない」）
6冊の解説書を数言語で書いている。そのうちの1冊、リチャード・カウフマンと共同執筆の"Mysteries of my Life"ではレネ・ラバンのトリックと共に本人の半生が綴られている。